# Europäisches Zentrum für Minderheitenfragen

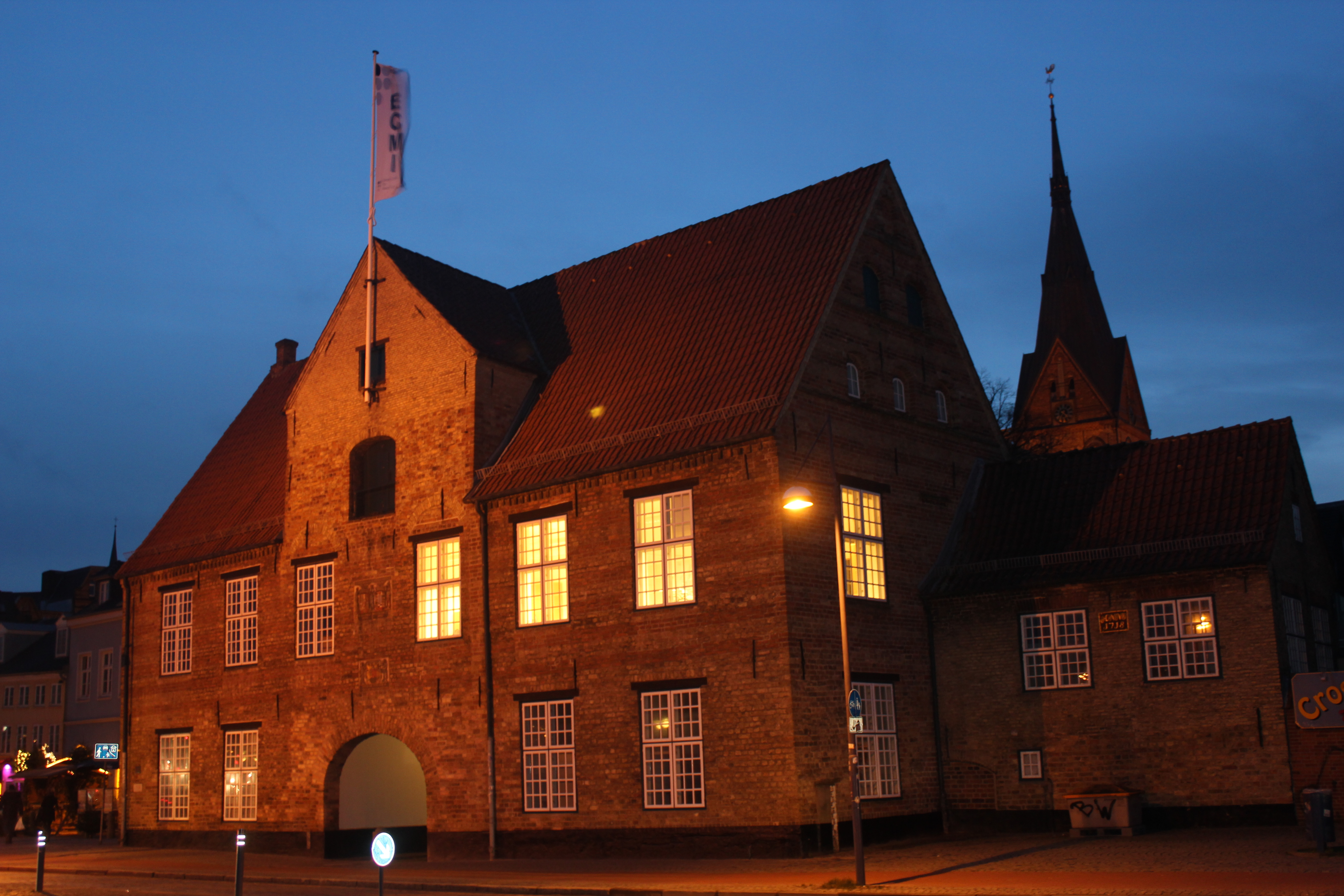
Der Geschäftssitz des ECMI im Kompagnietor

Das Europäische Zentrum für Minderheitenfragen (European Centre for Minority Issues, ECMI) in Flensburg ist ein Forschungs- und Informationszentrum über nationale Minderheiten. Das Zentrum ist eine rechtsfähige Stiftung des bürgerlichen Rechts, Stifter sind das Land Schleswig-Holstein, die Bundesrepublik Deutschland und das Königreich Dänemark. Derzeitiger Direktor ist der estnisch-amerikanische Politologe Vello Pettai.

## Über das ECMI

### Organisation
Das ECMI gründeten 1996 die Regierungen von Dänemark, Deutschland und Schleswig-Holstein. Die Stiftung ist eine unabhängige und interdisziplinäre wissenschaftliche Einrichtung. Während die laufenden Kosten des ECMI von den drei Regierungen finanziert werden, bemüht es sich zusätzlich um projektbezogene Zweit- und Drittmittel, um seine wachsenden Aufgaben finanzieren zu können. Das ECMI beschäftigt ein wissenschaftliches Expertenteam, das auf ein internationales Netzwerk externer Experten zurückgreifen kann. Das ECMI ist in sechs Forschungsbereiche (Cluster) gegliedert: Culture and Diversity, Conflict and Security, Justice and Governance, Politics and Civil Society, Equality and Inclusion sowie Danish-German Minority Issues. Das Zentrum unterhält aktive Beziehungen zu anderen Institutionen mit ähnlichen Tätigkeitsfeldern und entwickelt mit ihnen gemeinsam Projekte. Das ECMI hat einen neunköpfigen Vorstand, der sich aus drei Mitgliedern aus Dänemark, drei aus Deutschland und jeweils einem Repräsentanten der OSZE, des Europarates und der Europäischen Union zusammensetzt. Die Arbeitssprache des ECMI ist Englisch. Das ECMI hat seinen Geschäftssitz im historischen Kompagnietor in der Altstadt Flensburgs.

### Ziele
Das ECMI betreibt wissenschaftliche Forschung zu Minderheitenfragen. Das Zentrum führt praxisbezogene und interdisziplinäre Forschung durch, stellt Informationen und Dokumentationen zur Verfügung und berät zum Thema Minderheitenfragen im europäischen Raum. Es arbeitet mit verschiedenen Regierungen, internationalen Organisationen sowie Verbänden zusammen. Das Zentrum unterstützt die akademische Forschung anderer, die Medien und die allgemeine Öffentlichkeit durch die Bereitstellung von Informationen und Analysen. Die Beobachtung und Untersuchung potenzieller ethnischer Konflikte in Europa stellen einen Schwerpunkt der Tätigkeiten des Zentrums dar. Insgesamt hat das ECMI drei zentrale Aufgaben:
1. Bewertung und Weiterentwicklung universaler, regionaler, bilateraler und nationaler Standards: Sie können helfen, demokratische Regierungsformen auf der Basis von ethnischer Vielfalt und der Menschenrechte zu festigen. In diesem Zusammenhang interessiert sich das ECMI besonders für die sich entwickelnden Annäherungen der Standards zwischen den EU-Mitgliederstaaten und den Bewerberstaaten.
2. Umsetzung derartiger Standards und die Untersuchung der Effektivität der entsprechenden Umsetzungsmechanismen: Das ECMI berät auch Regierungen und Minderheitengruppen und erarbeitet mit ihnen Umsetzungsmöglichkeiten von Minderheitenregelungen.
3. Konstruktives Konflikt-Management: Zurzeit baut das ECMI seine Kapazität aus, internationale Friedensbemühungen und friedenserhaltende Maßnahmen zu unterstützen, indem es sich zunehmend mit Konflikten ethnopolitischer Dimension im Großraum Europa beschäftigt. Das ECMI hat auch Kontakte mit verschiedenen Spannungsregionen in Europa und veranlasst die lokalen Protagonisten zum Dialog, entweder in der jeweiligen Region oder an einem neutralen Ort. Dabei profitiert das Zentrum von der beispielhaften Entwicklung der Minderheitenfragen im deutsch-dänischen Grenzgebiet.

### Geschichtliches

#### Über das Kompagnietor
Bereits im 15. Jahrhundert existierte am östlichen Ausgang der heutigen Neue Straße laut dem Chronisten Claeden eine alte Compagnie. In einem Bilddokument des Kanzlers Georg Bayer aus dem Jahr 1593 ist bereits das heute als Kompagnietor bezeichnete Gebäude ohne das Obergeschoss zu sehen. Die alte Compagnie musste schließlich im Zuge des Ausbaus der südlichen Straßenfront als Zugang zum Hafen dem heute noch stehenden Komapgnietor weichen. Mit dem Bau des neuen Kompagnietors und des Obergeschosses zwischen 1602 und 1604 konnten außen am Gebäude die heute noch existierenden Waffentafeln angebracht werden, wovon die obere das dänische Königswappen von König Christian IV und seiner Frau, Anna Katharina von Brandenburg, und die untere Tafel das Flensburger Wappen zeigt.
Das Flensburger Schiffergelag, welches 1580 nach zu großen sozialen Gegensätzen zwischen den Kaufleuten und Schiffern der 1390 gegründeten St. Marien-Kaufmannsgilde entstanden war, nutzte das Kompagnietor als Gesellschaftshaus. Der Saal im südlichen Teil des Obergeschoss diente bis 1845 zur Abhaltung ihrer Gelagsfeiern. Der Nordteil des Kompagnietors war durch die Handelsbörse der Stadt mit Käufen und Verkäufen von Schiffen sowie Waren, dem Austausch von Nachrichten und der Mitteilung von Bekanntmachungen geprägt. Des Weiteren befand sich im 18. Jahrhundert, möglicherweise schon vorher, der Amtssitz des städtischen Waage- und Brückenmeisters, erreichbar durch ein kleines, mittlerweile zugemauertes Tor neben dem heute noch existierenden Tor. Der Waage- und Brückenmeister betrieb gleichzeitig eine Schankwirtschaft im Kompagnietor, die erst 1838 schließen musste. Ob auch im für Flensburg konfliktreichen 17. Jahrhundert das Kompagnietor kontinuierlich in Besitz des Schiffgelags oder zwischenzeitlich im Besitz der Stadt Flensburg war und später als Lehen der Gilde wieder zur Verfügung gestellt wurde, ist unklar.
Seit 1851 war das Kompagnietor ausschließlich Sitz des inzwischen eigenständig gewordenen Schiffergelags. Außerdem war das Kompagnietor von 1878 bis ca. 1985 Sitz des Seegerichtes, welches als Vorgänger des Seeamtes gelten kann. Nach der Schließung des Seegerichts blieb das Kompagnietor vermutlich bis zur Gründung des ECMI geschlossen und ungenutzt.

#### Das deutsch-dänische Minderheitenmodell
Die Grundlage für die positive Entwicklung der dänischen Minderheit in Deutschland und der deutschen Minderheit in Dänemark seit dem Ende des Zweiten Weltkriegs wurde durch die Bonn-Kopenhagen-Erklärungen vom 29. März 1955 gelegt. Obwohl sie offiziell als unabhängig voneinander zu betrachten sind, enthalten sie doch denselben Inhalt. Sie griffen auf Artikel 14 der Europäischen Menschenrechtskonvention und die bereits 1949 getroffenen deutsch-dänischen Deklarationen – das Kopenhagen Protokoll und die Kieler Erklärung – zurück.
Die Bonn-Kopenhagen-Erklärungen festigten die Rechte beider Minderheiten. Insbesondere betonen sie das Recht auf freie Entscheidung der Zugehörigkeit zu einer Minderheit sowie die uneingeschränkte Nutzung der jeweiligen Sprache ohne behördliche Einschränkungen. Darüber hinaus wird beiden Minderheiten ausdrücklich die Pflege ihrer kulturellen, religiösen und professionellen Verbindungen an ihrem Wohnort (Deutschland oder Dänemark) und mit dem jeweiligen Heimatland (Deutschland oder Dänemark) gestattet. Von besonderer Bedeutung ist das Recht beider Minderheiten, eigene Kindergärten und Schulen zu etablieren. Diese Bildungseinrichtungen sollen staatliche Zuschüsse erhalten – im Fall der dänischen Schulen in Schleswig-Holstein durch Deutschland und im Fall der deutschen Schulen in Süddänemark durch Dänemark.
In einem ergänzenden Protokoll vom 28. März 1955 – „The result of the Danish-German dialogues about the rights of our respective minorities“ – wurden umfassende politische Regelungen für die dänische Minderheit in Schleswig-Holstein festgeschrieben. Dieses Protokoll sieht vor, dass die dänische Minderheit die Möglichkeit hat, im Bundestag in Berlin vertreten zu sein, sofern sie die in ihrem Bundesland (≙ Schleswig-Holstein) benötigten Stimmen für einen Kandidaten vorweisen kann. Darüber hinaus wurde im Schleswig-Holsteinischen Landtag am 23. Mai 1955 die 5%-Hürde für die dänische Minderheit bei Landtagswahlen aufgehoben. Dies bedeutet, dass die Minderheit auch auf Landesebene nur noch ausreichend Stimmen für einen einzigen Kandidaten sammeln muss, um im Landtag von Schleswig-Holstein vertreten zu sein.
Nachdem die Schleswigsche Partei (SP), welche die deutsche Minderheit im dänischen Parlament Folketing vertritt, im Jahr 1964 nicht erneut in das dänische Parlament einziehen konnte, wurde im folgenden Jahr eine Kontaktgruppe eingerichtet, um eine direkte Verbindung zwischen der deutschen Minderheit und dem Folketing sowie der dänischen Regierung zu gewährleisten. Da die SP seit 1973 aufgrund eines zu kleinem Wählerpotenzials nicht mehr bei Folketingswahlen antreten, existiert die Kontaktgruppe bis heute. Zu den weiteren Entwicklungen zählt u. a. die Gründung eines deutschen Sekretariats in Kopenhagen im Jahr 1983.
In Deutschland existiert seit 1965 eine vergleichbare Kontaktgruppe zur dänischen Minderheit als Teil des Innenministeriums und im Jahr 1975 wurde eine zusätzliche Kontaktgruppe zwischen der dänischen Minderheit und der schleswig-holsteinischen Landesregierung etabliert. Ende der 1980er Jahre folgte die Einrichtung eines Border Region Commissioner, welcher später in Commissioner for Minorities umbenannt wurde. Zudem wurde der Schutz der dänischen Minderheit durch eine 1990 erfolgte Änderung sogar in die Verfassung des Landes Schleswig-Holstein aufgenommen.
Zusammengefasst wird das Modell seit 1955 als "Danish-German minority model" bezeichnet. Das Bewusstsein über die Notwendigkeit von Regelungen über die (beiden) Minderheiten führte zur Gründung des European Centre for Minority Issues (ECMI) 1996 in Flensburg durch die Bundesrepublik Deutschland, das Königreich Dänemark und das Land Schleswig-Holstein.
Nennenswert nach der Gründung des ECMI bleibt die dänische Wahlrechtsreform im Jahr 2007. Seitdem benötigt die SP als Vertreter der deutschen Minderheit für einen Sitz im Folketing nur 25 % der Stimmen, die für die anderen Parteien, welche keine Minderheit vertreten, für einen Sitz im Folketing notwendig sind. Sollte die SP weniger als 25 % der notwendigen Stimmen erhalten und somit keinen Parlamentssitz gewinnen, aber mehr als 10 % der benötigten Stimmen erreichen, sieht die Wahlreform die Gründung eines Komitees vor, welches den Kontakt zur deutschen Minderheit aufrechterhalten soll. Weitere Erleichterungen umfassen die Abschaffung der Notwendigkeit für die SP, 20.000 Unterschriften zu sammeln, um bei den Parlamentswahlen antreten zu können sowie die Aushebelung der 2%-Hürde im dänischen Parlament. Zum Vergleich: Bei den Wahlen 2013 hätte die SP nur 22.000 Stimmen – das entspricht etwa 0,6 % der Gesamtstimmen in Dänemark – für ein Mandat benötigt. Aufgrund des begrenzten Wählerpotenzials fokussiert sich die Partei allerdings auf die Kommunalpolitik und konnte seit 2005 mehrere Wahlerfolge erzielen. Unter anderem stellt sie mit Jørgen Popp Petersen in Tøndor den Bürgermeister.

### Die Forschungsbereiche des ECMI

#### Gleichheit & Inklusion
Die Erforschung der Ursachen und Auswirkungen sozioökonomischer Ungleichheiten auf nationale Minderheitengruppen, das Verständnis der Potenziale und Grenzen politischer Maßnahmen zur Förderung der Chancengleichheit, die Erforschung der Wirksamkeit von Eingliederungsmaßnahmen im Bildungswesen und die Untersuchung der Hindernisse, die der Verwirklichung sozialer Gerechtigkeit für nationale Minderheitengruppen im Wege stehen, sind zentrale Themen in der Tätigkeit des Clusters Gleichheit & Inklusion (Equality & Inklusion), welches von der Senior Researcherin Dr. Andreea Cârstocea geleitet wird.

#### Konflikt & Sicherheit
Der Cluster Konflikt & Sicherheit (Conflict & Security) unter der Leitung von Senior Researcher Dr. Felix Schulte erforscht konflikthafte Beziehungen in multiethnischen Gesellschaften aus verschiedenen Perspektiven. Dabei folgt der Cluster dem Paradigma der theoriegeleiteten empirischen Forschung und wendet sowohl qualitativ-vergleichende als auch quantitative Methoden an. Das Interesse gilt den Ursachen und Folgen gewaltsamer und gewaltfreier ethnischer Konflikte, konflikthaften Aspekten ethnischer Politik sowie institutionellen Handlungsoptionen der Konfliktregulierung und des Diversitätsmanagements.
Die aktuelle Forschungsagenda umfasst drei Forschungsbereiche: Konfliktdynamik in kulturellen Identitätskonflikten, Selbstverwaltung und Machtteilung sowie die Beziehungen zwischen Minderheiten.

#### Kultur & Diversität
Der Cluster Kultur & Diversität (Culture & Diversity) unter der Leitung von Senior Researcherin Dr. Kyriaki Topidi befasst sich mit einer der wichtigsten Herausforderungen, denen sich Gesellschaften und Regierungen heute gegenübersehen – dem Umgang mit kultureller Vielfalt. Angesichts der Sichtbarkeit und Vielfalt kultureller Konflikte weltweit geht das Programm von der Annahme aus, dass „kulturelle Unterschiede wie Sprache, Religion, Traditionen und ethnische Zugehörigkeit nicht verhandelbar sind, aber aufgrund ihrer politischen Relevanz ein erhebliches Potenzial haben, Spannungen zu schüren, wenn sie manipuliert oder missbraucht werden“. Der Cluster will daher einen Beitrag zum Verständnis solcher Konflikte und zu politischen Entscheidungsprozessen leisten, die den interkulturellen Dialog und den gesellschaftlichen Zusammenhalt fördern und die heutigen Demokratien sowie die Menschenrechte und kulturellen Rechte prägen.

#### Minderheitenfragen in der Grenzregion Dänemark-Deutschland
Der 2022 eingerichtete und von Senior Researcher und Associate Professor Martin Klatt geleitete Cluster Minderheitenfragen in der Grenzregion Dänemark-Deutschland (Minority Issues in the Denmark-Germany Border Region) spiegelt das Engagement des ECMI für die dänisch-deutsche Grenzregion wider, die vielerorts als Musterbeispiel für Konfliktlösung, Minderheitenanpassung und Integration gilt. In enger Zusammenarbeit mit Gemeinden und regionalen Akteuren untersucht dieser interdisziplinäre Cluster die Erfahrungen von Minderheiten kritisch und konzentriert sich dabei auf alle vier nationalen Minderheiten in der Grenzregion: die Deutschen in Dänemark sowie die Dänen in Deutschland, die Nordfriesen und die Sinti und Roma in Deutschland.

#### Politik & Zivilgesellschaft
Der Forschungscluster Politik & Zivilgesellschaft (Politics & Civil Society) unter der Leitung von Senior Researcher Dr. Sergiusz Bober konzentriert sich auf das politische und zivilgesellschaftliche Handeln verschiedener Typen von Minderheiten (nationale, ethnische, sprachliche) sowie auf das ihrer individuellen Mitglieder. Daher sucht der Cluster Antworten auf Forschungsfragen, die sich sowohl auf den breiten Kontext beziehen, in dem die politischen und zivilgesellschaftlichen Aktivitäten der oben genannten Akteure stattfinden, als auch auf bestimmte Aspekte ihres politischen und zivilgesellschaftlichen Engagements.

#### Recht & Verwaltung
Das Hauptinteresse des Clusters Recht & Verwaltung (Justice & Governance), welches von der Senior Researcherin Dr. Ljubica Djordjević geleitet wird, gilt den verschiedenen rechtlichen und institutionellen Aspekten des Schutzes nationaler Minderheiten in Europa. Der Cluster untersucht die gesetzlichen Garantien für die Minderheitenrechte in der nationalen Gesetzgebung und ihre Übereinstimmung mit den europäischen Standards, welche im FCNM und dem ECRML festgelegt sind. Darüber hinaus interessiert der Cluster sich für die Qualität der Umsetzung von festgelegten nationalen Minderheitenrechten und für die legalen Instrumente zum Schutz dieser Rechte. Der Cluster untersucht ebenfalls die institutionellen Vorkehrungen zum Schutz der nationalen Minderheiten.